# Герб Ганьківців
Герб Ганьківців — офіційний символ села Ганьківці, Коломийського району Івано-Франківської області, затверджений 27 січня 2023 р. рішенням сесії Заболотівської селищної ради.
Автори — А. Гречило та В. Косован.

## Опис герба
Щит напіврозтятий і напівскошений обабіч; у верхньому правому зеленому полі золота криниця; у верхньому лівому пурпуровому — золота каплиця; у нижньому синьому зі срібної мурованої основи виходить золота вежа.

## Значення символів
Криниця вказує на місцеву легенду про «Сиву криницю». Золота каплиця уособлює т. зв. «Темну каплицю» на Галицькому гостинці. Мурована основа означає місцеві поклади природних ресурсів, а золота вежа — на сторожову споруду, яка дозволяла повідомляти про небезпеку. Окремі елементи використовуються на логотипі села, який розміщено на автобусній зупинці та пам’ятному знаку.